# آلفا تیر
آلفا تیر یک ستاره است که در صورت فلکی پیکان قرار دارد.